# Pterolobium membranulaceum
Pterolobium membranulaceum är en ärtväxtart som först beskrevs av Francisco Manuel Blanco, och fick sitt nu gällande namn av Elmer Drew Merrill. Pterolobium membranulaceum ingår i släktet Pterolobium och familjen ärtväxter. Inga underarter finns listade i Catalogue of Life.